# Берсеневка (Московская область)
Берсеневка — деревня в Московской области России. Входит в городской округ Солнечногорск. Население — 110 чел. (2010).

## География
Деревня Берсеневка расположена на севере Московской области, в южной части округа, примерно в 15 км к юго-востоку от центра города Солнечногорска, в 28 км к северо-западу от Московской кольцевой автодороги, на Большом кольце Московской железной дороги. Рядом проходит федеральная автодорога M10 «Россия» и протекает впадающая в Клязьму река Радомля.
К деревне приписано 6 садоводческих некоммерческих товариществ. Связана прямым автобусным сообщением с городами Солнечногорск и Зеленоград. Ближайшие населённые пункты — деревня Радумля и посёлок Шишовка.

## Население
| 1852 | 1859 | 1890 | 1899 | 1926 | 1966 |
| ---- | ---- | ---- | ---- | ---- | ---- |
| 116  | ↗118 | ↘70  | ↗85  | ↗103 | ↗115 |
| 1994 | 1998 | 2002 | 2010 |      |      |
| ↘12  | ↗44  | ↗95  | ↗110 |      |      |

## История
Берсеневка, сельцо 6-го стана, Несвицкаго, Князя Сергея Яковл., крестьян 46 душ м. п., 70 ж., 9 дворов, Господский дом, 14 верст от Тверской заставы, проселком, влево.— Нистрем К. Указатель селений и жителей уездов Московской губернии, 1852 г.

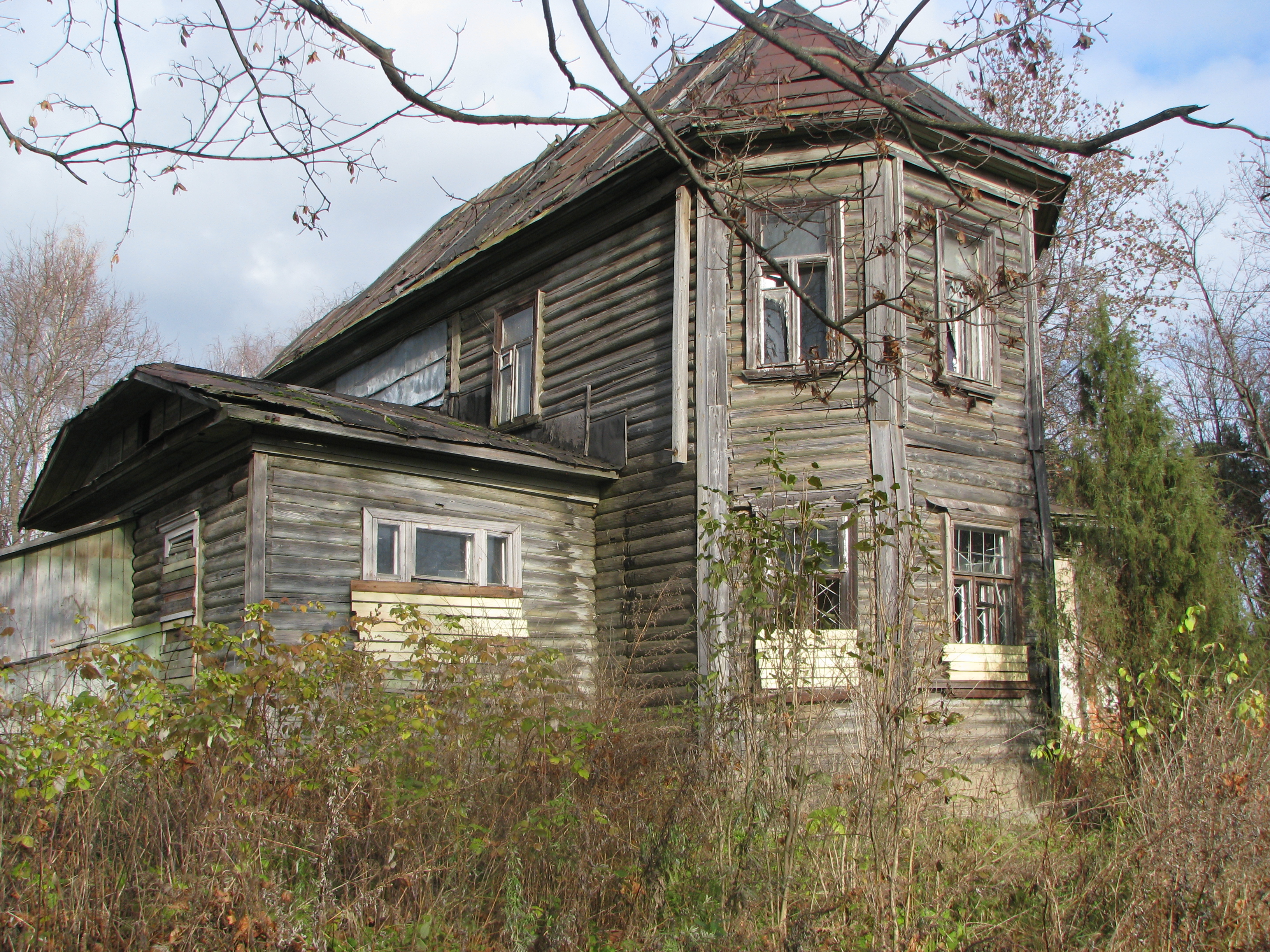
Флигель в усадьбе Берсеневка

В «Списке населённых мест» 1862 года Берсенево (Берсеневка) — владельческое сельцо 6-го стана Московского уезда Московской губернии по левую сторону Санкт-Петербургского шоссе (из Москвы), в 45 верстах от губернского города, при колодцах и пруде, с 11 дворами и 118 жителями (60 мужчин, 58 женщин).
По данным на 1890 год — сельцо Дурыкинской волости Московского уезда с 70 душами населения.
В конце XIX века имение князей Несвицких было продано предпринимателю, книгоиздателю и просветителю — Ивану Дмитриевичу Сытину, который в 1918 году передал его государству. Сохранившаяся после оккупации района в 1941 году усадьба имеет статус памятника архитектуры и является объектом культурного наследия России.
В 1913 году в деревне 20 дворов, при селении имение И. Д. Сытина.
По материалам Всесоюзной переписи населения 1926 года — деревня Танковского сельсовета Бедняковской волости Московского уезда в 0,5 км от Ленинградского шоссе и 3,5 км от станции Поворовка Октябрьской железной дороги, проживало 103 жителя (49 мужчин, 54 женщины), насчитывалось 18 крестьянских хозяйств.
С 1929 года — населённый пункт в составе Солнечногорского района Московского округа Московской области. Постановлением ЦИК и СНК от 23 июля 1930 года округа как административно-территориальные единицы были ликвидированы.
1929—1954 гг. — деревня Радумльского сельсовета Солнечногорского района.
1954—1957, 1960—1963, 1965—1994 гг. — деревня Кировского сельсовета Солнечногорского района.
1957—1960 гг. — деревня Кировского сельсовета Химкинского района.
1963—1965 гг. — деревня Кировского сельсовета Солнечногорского укрупнённого сельского района.
В 1994 году Московской областной думой было утверждено положение о местном самоуправлении в Московской области, сельские советы как административно-территориальные единицы были преобразованы в сельские округа.
С 1994 до 2006 гг. деревня входила в Кировский сельский округ Солнечногорского района.
С 2005 до 2019 гг. деревня включалась в Пешковское сельское поселение Солнечногорского муниципального района.
С 2019 года деревня входит в городской округ Солнечногорск, в рамках администрации которого относится с территориальному управлению Пешковское.